# جائزة الطفل الوطنية
جائزة الطفل الوطنيةتعتبر جائزة الطفل الوطنية من أبرز أكاديمية بنغلاديش التي عقدت هذه المسابقة منذ عام 1978وقد عقدت المنافسة في مجموعتين من 62 موضوع في الأدب والثقافة والرياضة في مستوى upazila ، شارك المركز الأول في المقاطعة على المستوى الوطني بعد عبور مستوى المقاطعة ومستوى المناطق في هذه المسابقة يشارك حوالي 3 أطفال في الفرصة لتطوير مواهبهم كل عام. الهدف من هذه المسابقة هو استكشاف المواهب الكامنة ومواهب الأطفال من المستوى الشعبي.